# Diocesi di Singida
La diocesi di Singida (in latino Dioecesis Singidaënsis) è una sede della Chiesa cattolica in Tanzania suffraganea dell'arcidiocesi di Dodoma. Nel 2022 contava 181.576 battezzati su 1.956.420 abitanti. È retta dal vescovo Edward Mapunda.

## Territorio
La diocesi comprende l'intera regione di Singida in Tanzania.
Sede vescovile è la città di Singida, dove si trova la cattedrale dello Spirito Santo.
Il territorio si estende su 49.345 km² ed è suddiviso in 29 parrocchie.

## Storia
La diocesi è stata eretta il 25 marzo 1972 con la bolla In primaeva Ecclesiae di papa Paolo VI, ricavandone il territorio dalle diocesi di Dodoma (oggi arcidiocesi), di Mbeya (oggi arcidiocesi) e di Mbulu e dall'arcidiocesi di Tabora.
Originariamente suffraganea dell'arcidiocesi di Tabora, il 6 novembre 2014 è entrata a far parte della provincia ecclesiastica di Dodoma.

## Cronotassi dei vescovi
Si omettono i periodi di sede vacante non superiori ai 2 anni o non storicamente accertati.
- Bernard Mabula † (25 marzo 1972 - 19 aprile 1999 ritirato)
- Desiderius M. Rwoma (19 aprile 1999 - 15 gennaio 2013 nominato vescovo di Bukoba)
  - Sede vacante (2013-2015)[2]
- Edward Mapunda, dal 28 aprile 2015

## Statistiche
La diocesi nel 2022 su una popolazione di 1.956.420 persone contava 181.576 battezzati, corrispondenti al 9,3% del totale.
| anno | popolazione | popolazione | popolazione | presbiteri | presbiteri | presbiteri | presbiteri                | diaconi | religiosi | religiosi | parrocchie |
| anno | battezzati  | totale      | %           | numero     | secolari   | regolari   | battezzati per presbitero | diaconi | uomini    | donne     | parrocchie |
| ---- | ----------- | ----------- | ----------- | ---------- | ---------- | ---------- | ------------------------- | ------- | --------- | --------- | ---------- |
| 1980 | 69.419      | 635.000     | 10,9        | 30         | 8          | 22         | 2.313                     |         | 23        | 43        | 12         |
| 1990 | 89.428      | 826.000     | 10,8        | 41         | 14         | 27         | 2.181                     |         | 27        | 114       | 18         |
| 1999 | 129.110     | 1.000.000   | 12,9        | 55         | 35         | 20         | 2.347                     |         | 37        | 176       | 16         |
| 2000 | 130.239     | 1.200.000   | 10,9        | 56         | 36         | 20         | 2.325                     |         | 37        | 176       | 16         |
| 2001 | 135.343     | 1.200.000   | 11,3        | 53         | 33         | 20         | 2.553                     |         | 39        | 186       | 16         |
| 2002 | 136.113     | 1.200.000   | 11,3        | 56         | 35         | 21         | 2.430                     |         | 38        | 178       | 17         |
| 2003 | 139.364     | 1.203.900   | 11,6        | 55         | 34         | 21         | 2.533                     |         | 40        | 266       | 17         |
| 2004 | 143.220     | 1.205.017   | 11,9        | 55         | 35         | 20         | 2.604                     |         | 40        | 347       | 18         |
| 2010 | 168.781     | 1.388.000   | 12,2        | 66         | 47         | 19         | 2.557                     |         | 37        | 344       | 20         |
| 2013 | 238.307     | 1.522.000   | 15,6        | 67         | 50         | 17         | 3.556                     |         | 34        | 423       | 22         |
| 2014 | 244.714     | 1.566.000   | 15,6        | 75         | 55         | 20         | 3.262                     |         | 37        | 428       | 22         |
| 2017 | 178.205     | 1.704.400   | 10,5        | 82         | 54         | 28         | 2.173                     |         | 28        | 374       | 24         |
| 2020 | 192.600     | 1.840.540   | 10,5        | 85         | 54         | 31         | 2.265                     |         | 52        | 494       | 28         |
| 2022 | 181.576     | 1.956.420   | 9,3         | 100        | 67         | 33         | 1.815                     |         | 52        | 390       | 29         |